# دنیل گیلبرت
دنیل تاد گیلبرت (زاده ۵ نوامبر ۱۹۵۷)، روانشناس و نویسنده آمریکایی است. او استاد روان‌شناسی دانشگاه هاروارد است و به واسطه تحقیقات مشترک با تیموتی ویلسون از دانشگاه ویرجینیا، در زمینه پیش‌بینی عاطفی شناخته شده‌است. او نویسنده کتاب پرفروش «شیرجه در خوشبختی» است که به بیش از ۳۰ زبان ترجمه شده و جوایز انجمن سلطنتی سال ۲۰۰۷ را در زمینه کتاب‌های علمی به دست آورده‌است.

## لینک‌های بیشتر
- دانیل گیلبرت آزمایشگاه در دانشگاه هاروارد دانیل گیلبرت وب سایت رسمی
- www.stumblingonhappiness.com دانیل گیلبرت کتاب
- گیلبرت سکندری در شادی – تفسیر توسط جورجیا
- وب سایت ناشر به صورت اتفاقی در شادی
- Dan Gilbert در تد 
  - «علم تعجب آور شادی» (TED2004)
  - «چرا ما تصمیمات بد می‌گیریم» (TEDGlobal 2005)
  - «روانشناسی خود آینده شما» (TED2014)
- تصویری ارائه دنیل گیلبرت در کنفرانس تکنولوژی در سال ۲۰۰۷ «چرا ما به قدرت اتحاد جمعی برای حل مشکل گرمایش زمین باور نداریم؟»